# (6249) Jennifer
(6249) Jennifer es un asteroide perteneciente a asteroides que cruzan la órbita de Marte más concretamente al grupo de Hungaria, descubierto el 7 de mayo de 1991 por Eleanor F. Helin desde el Observatorio del Monte Palomar, Estados Unidos.

## Designación y nombre
Designado provisionalmente como 1991 JF1. Fue nombrado Jennifer en homenaje a Jennifer Jones Simon, actriz cuya creatividad cautivó los corazones en actuaciones memorables. Compartió con el mundo su apasionado deleite en las artes al guiar el destino del Museo de Arte Norton Simon en Pasadena. Sus amigos y admiradores de Pasadena en todo el mundo respaldan sinceramente este nombramiento, un homenaje de celebración a su talento y su hermosa personalidad.

## Características orbitales
Jennifer está situado a una distancia media del Sol de 1,914 ua, pudiendo alejarse hasta 2,186 ua y acercarse hasta 1,642 ua. Su excentricidad es 0,141 y la inclinación orbital 28,10 grados. Emplea 967,448 días en completar una órbita alrededor del Sol.

## Características físicas
La magnitud absoluta de Jennifer es 13. Tiene   km de diámetro y su albedo se estima en  . Está asignado al tipo espectral Xe según la clasificación SMASSII.